# Filip Rožánek
Filip Rožánek je český novinář, mediální analytik a autor projektů v oblasti nových médií, zejména v Českém rozhlase.

## Život
Od září 2003 do konce ledna 2006 působil jako šéfredaktor mediální části oborového internetového deníku Česká média. Od února 2006 do června 2014 pracoval v Českém rozhlase, nejprve jako vedoucí internetové redakce, od ledna 2013 jako analytik strategického rozvoje. V rozhlase připravoval analýzy návštěvnosti, projekty pro mobilní aplikace a koncepci vybraných internetových projektů, administroval také profily Českého rozhlasu na sociálních sítích. Dlouhodobě se publikačně a odborně věnuje digitalizaci (televizní i rozhlasové). O digitalizaci, mediální legislativě a nových médiích přednáší také na tuzemských i zahraničních konferencích. Po odchodu z Českého rozhlasu působil v Hospodářských novinách, z nichž přešel na místo šéfredaktora odborného týdeníku Marketing & Media. Od března 2019 je editorem serveru DigiZone.cz.
Je autorem nové koncepce dětského vysílání Českého rozhlasu schválené v listopadu 2011, na jejímž základě vznikla digitální stanice Rádio Junior. Podílel se na aplikacích se živým vysíláním rozhlasu pro Windows Phone a OS Android.
Dne 20. srpna 2013 spustil na sociálních sítích Facebook a Twitter projekt Srpen 1968 - přímý přenos z minulosti, který v reálném čase po 45 letech zprostředkovával události při invazi armád Varšavské smlouvy do Československa. Za tento projekt obdržel Cenu generálního ředitele Českého rozhlasu a Cenu Googlu za inovativní online žurnalistiku vyhlašovanou v rámci Novinářské ceny 2013. V anketě Křišťálová Lupa 2013 se Srpen 1968 umístil jako druhý v kategoriích Obsahová inspirace a Projekt roku.